# Franco Navarro
Franco Enrique Navarro Monteiro (Lima, 1961. november 10. –) válogatott perui labdarúgó, csatár, edző. A perui válogatott szövetségi kapitánya (2006).

## Pályafutása

### Klubcsapatban
1979 és 1982 között a Deportivo Municipal, 1983 és 1985 között a Sporting Cristal labdarúgója volt. 1985 és 1990 között külföldön játszott. 1985–86-ban a kolumbiai Independiente, 1986 és 1988 között az argentin Independiente, 1988-ban a mexikói Tecos UAG, 1989-ben a svájci Wettingen, 1989–90-ben az Unión de Santa Fe játékosa volt. 1991-ben hazatért Peruba. 1991–92-ben a Sporting Cristal, 1993-ban a Deportivo Municipal, 1994-ben a Mannucci labdarúgója volt. 1995-ben az Alianza Lima csapatában fejezte be az aktív játékot. A Sporting Cristallal egy perui bajnoki címet szerzett.

### A válogatottban
1980 és 1989 között 56 alkalommal szerepelt a perui válogatottban és 16 gólt szerzett. Részt vett az 1982-es spanyolországi világbajnokságon. Tagja volt az 1983-as Copa Américán bronzérmes csapatnak.

### Edzőként
1998 és 2000 között a Sporting Cristal, 2001-ben az Estudiantes de Medicina, 2002-ben az Alianza Lima, 2003-ban az Unión Huaral, 2004–05-ben a Sport Boys, 2005-ben a Universidad César Vallejo vezetőedzője volt. 2006-ban a perui válogatott szövetségi kapitányaként tevékenykedett. 2007–08-ban a Cienciano, 2008–09-ben a Juan Aurich, 2010–11-ben a León de Huánuco, 2012-ben az USMP, majd a Juan Aurich, 2013-ban a Melgar, 2014 és 2016 között az Universidad César Vallejo, 2016 és 2020 között az UTC, 2021-ben a Deportivo Municipal, 2002-ben az UTC csapatainál dolgozott. 2022 óta az ADT szakmai munkáját irányítja.

## Sikerei, díjai
Peru
- Copa América
  - bronzérmes: 1983

 Sporting Cristal
- Perui bajnokság
  - bajnok: 1991